# Nikolaj Ivanovič Pirogov
Nikolaj Ivanovič Pirogov (rusko Никола́й Ива́нович Пирого́в), ruski znanstvenik, zdravnik, pedagog in akademik, * 13. november 1810, Moskva, Rusija, † 23. november 1881, Višnja, Ukrajina.
Pirogov velja za začetnika bojne kirurgije in bil je eden prvih evropskih zdravnikov, ki so uporabljali eter kot anestetik. Bil je prvi, ki je uporabil anestezijo pri operaciji na bojišču in sam je razvil mavčne obloge za celjenje zlomljenih kosti.
Po njem so poimenovali asteroid 2506 Pirogov.